# Calcio agli Island Games 2009 - Torneo femminile
Il torneo di calcio femminile agli Island Games 2009, quinta edizione della competizione, si è svolto sulle Isole Åland, tra il 28 giugno ed il 4 luglio 2009.
È stato vinto dalla selezione delle Isole Åland, che ha bissato la vittoria dell'edizione 2007.

## Formato
Le dieci squadre sono state suddivise in due gironi composti da cinque squadre ciascuno. Il torneo è organizzato in due fasi: la prima prevede un girone all'italiana con gare di sola andata, a cui seguono le semifinali tra le due prime classificate di ogni girone e le seguenti finali.

## Partecipanti
- Ebridi Esterne
- Gotland
- Groenlandia
- Guernsey
- Hitra

- Isola di Man
- Isola di Wight
- Isole Åland
- Jersey
- Saaremaa

## Città e Stadi
Gli stadi scelti per ospitare le gare della competizione sono:
| Città     | Stadio               | Capacità |
| --------- | -------------------- | -------- |
| Mariehamn | Wiklöf Holding Arena | -        |
| Lemland   | Bengtsböle           | -        |
| Finström  | Markusböle           | -        |
| Saltvik   | Rangsby              | -        |
| Eckerö    | Solvallen            | -        |
| Sund      | Sportkila            | -        |
| Jomala    | Vikingavallen        | -        |

## Competizione

### Fase a gruppi

#### Gruppo A
| Squadra     | P.ti | G | V | P | S | GF | GS | DR  |
| ----------- | ---- | - | - | - | - | -- | -- | --- |
| Isole Åland | 12   | 4 | 4 | 0 | 0 | 32 | 3  | +29 |
| Gotland     | 9    | 4 | 3 | 0 | 1 | 16 | 4  | +12 |
| Jersey      | 6    | 4 | 2 | 0 | 2 | 12 | 11 | +1  |
| Groenlandia | 3    | 4 | 1 | 0 | 3 | 10 | 15 | -5  |
| Saaremaa    | 0    | 4 | 0 | 0 | 4 | 3  | 40 | -37 |

| Arbitro: | Josef Fagerholm |

| |           |                     |
| Marion Nilsson 26’ Marion Nilsson 35’ Camilla Ronström 80’ Camilla Ronström 86’ Amanda Nilsson 90’ | Marcatori | 90’ Jodie Botterill |

| Arbitro: | Piia Jäntti |

| |           |                                  |
| Manumina Reimer 17’ Pilunnguaq Magnussen 22’ Pilunnguaq Magnussen 47’ Pilunnguaq Chemnitz 50’ Pilunnguaq Chemnitz 88’ Pilunnguaq Magnussen 89’ | Marcatori | 7’ Marianna Laht 24’ Anneli Õige |

| Arbitro: | Juho Honkanen |

|                                                         |           |                                |
| Jodie Botterill 3’ Jodie Botterill 58’ Lara Couvert 82’ | Marcatori | 22’ (rig.) Pilunnguaq Chemnitz |

| Arbitro: | Minna Niskanen |

| |           |  |
| Rebecca Björkvall 2’ 17’ 85’ Mathilda Mörn 4’ 26’ Ing-Marie Holmberg 23’ 54’ 74’ 84’ Daniela Haglund 30’ 37’ Sarah Engblom 38’ 63’ 79’ 89’ Emma Liljegren 42’ Hannah Salmén 48’ 60’ 86’ 90’ | Marcatori |  |

| Arbitro: | Minna Niskanen |

|  |           | |
|  | Marcatori | 13’ Linnéa Hansson 23’ Helena Adman 25’ (rig.) Camilla Ronström 64’ Emelie Edwardsson 70’ Helena Liljeström 80’ Ejla Lillro 81’ Ejla Lillro |

| Arbitro: | Piia Jäntti |

|                                                 |           | |
| Arnaq Bourup Egede 25’ Karoline Malakiassen 65’ | Marcatori | 22’ Mathilda Mörn 67’ Annica Sjölund 67’ Annica Sjölund 85’ Hannah Salmén 89’ Hannah Salmén 90’ Annica Sjölund |

| Arbitro: | Antti Lillman |

|                                         |           |  |
| Emma Liljegren 69’ Maryette Karring 74’ | Marcatori |  |

| Arbitro: | Mikko Mörö |

|                  |           | |
| Liisi Salong 25’ | Marcatori | 26’ Jodie Botterill 31’ Rebecca Darts 40’ Louise Van der Vliet 44’ Jodie Botterill 46’ Jodie Botterill 50’ Jodie Botterill 77’ Kirsten Du Heaume |

| Arbitro: | Johan Holmqvist |

|                   |           |                                                                                  |
| Kerry Sauvage 42’ | Marcatori | 9’ Ing-Marie Holmberg 12’ Mathilda Mörn 34’ Hannah Salmén 45’ (aut.) Leanne Bell |

| Arbitro: | Mikko Mörö |

|                                                                                 |           |                          |
| Amanda Nilsson 36’ Camilla Ronström 43’ Marion Nilsson 46’ Camilla Ronström 53’ | Marcatori | 21’ Karoline Malakiassen |

#### Gruppo B
| Squadra        | P.ti | G | V | P | S | GF | GS | DR  |
| -------------- | ---- | - | - | - | - | -- | -- | --- |
| Isola di Man   | 12   | 4 | 4 | 0 | 0 | 25 | 3  | +22 |
| Isola di Wight | 9    | 4 | 3 | 0 | 1 | 8  | 4  | +4  |
| Ebridi Esterne | 6    | 4 | 2 | 0 | 2 | 10 | 6  | +4  |
| Guernsey       | 1    | 4 | 0 | 1 | 3 | 3  | 13 | -10 |
| Hitra          | 1    | 4 | 0 | 1 | 3 | 3  | 23 | -20 |

| Arbitro: | Ivana Zukovski |

|                                                                                       |           |  |
| Margaret Murphy 13’ (aut.) Donna Shimmin 28’ Gillian Christian 58’ Sarah O'Reilly 63’ | Marcatori |  |

| Arbitro: | Mikko Mörö |

|                                             |           |                                         |
| Synnøve Mjør Wingan 63’ Kirsti Sandstad 80’ | Marcatori | 83’ Rochelle Vaudin 90’ Rochelle Vaudin |

| Arbitro: | Ivana Zukovski |

|                                   |           |                                                                              |
| Jenna Isabelle Marina Stewart 30’ | Marcatori | 7’ (rig.) Eleanor Gawne 48’ Eleanor Gawne 55’ Rebecca Cole 62’ Eleanor Gawne |

| Arbitro: | Stefan Skogberg |

|                                    |           |  |
| Susan Cullen 43’ Kim Masterton 84’ | Marcatori |  |

| Arbitro: | Ivana Zukovski |

| |           |  |
| Donna Shimmin 12’ Donna Shimmin 18’ Jade Burden 37’ Donna Shimmin 38’ Jade Burden 39’ Kym Hicklin 45’ Donna Shimmin 52’ Donna Shimmin 53’ Eleanor Gawne 58’ Donna Shimmin 62’ Donna Shimmin 73’ Kym Hicklin 76’ Gillian Christian 87’ | Marcatori |  |

| Arbitro: | Mikko Mörö |

|                           |           |  |
| Sophie Jackson 23’ (rig.) | Marcatori |  |

| Arbitro: | Josef Fagerholm |

|                                                                                                  |           |                    |
| Sinead Macleod 3’ Sinead Macleod 17’ Jenna Isabelle Marina Stewart 65’ (rig.) Sinead Macleod 90’ | Marcatori | 2’ Sara Baglo Lund |

| Arbitro: | Michael Sundström |

|                    |           |                                                                          |
| Lisa Sylvester 58’ | Marcatori | 37’ Donna Harrison 45’ Donna Harrison 47’ Sarah Breen 76’ Donna Harrison |

| Arbitro: | Piia Jäntti |

|  |           |                                                                 |
|  | Marcatori | 4’ Sarah Wright 23’ Emma Webb 34’ Lauren Crews 71’ Lauren Crews |

| Arbitro: | Ivana Zukovski |

|  |           | |
|  | Marcatori | 20’ Laura Johnson 35’ Jenna Isabelle Marina Stewart 45’ Laura Johnson 66’ Marina Macdonald 75’ Jane Nicolson |

### Fase finale

#### Semifinali
| Arbitro: | Piia Jäntti |

| |           |                        |
| Daniela Haglund 30’ Mathilda Mörn 54’ Maryette Karring 61’ Emma Liljegren 77’ Evelina Kohvakka 80’ Mathilda Mörn 84’ Sarah Engblom 88’ | Marcatori | 6’ Danielle Merryfield |

| Arbitro: | Ivana Zukovski |

|                          |           |                                                                               |
| Eleanor Gawne 16’ (rig.) | Marcatori | 43’ Camilla Ronström 50’ Sahra Karlsson 85’ Sahra Karlsson 90’ Sahra Karlsson |

#### Finale 3º-4º posto
| Arbitro: | Josef Fagerholm |

|                  |           |                                                         |
| Susan Cullen 28’ | Marcatori | 17’ Gillian Christian 64’ Eleanor Gawne 90’ Jade Burden |

### Finale
| Arbitro: | Piia Jäntti |

|                                            |           |  |
| Evelina Kohvakka 21’ Rebecca Björkvall 59’ | Marcatori |  |

## Campione
ISOLE ÅLAND
(Secondo titolo)

## Classifica marcatori
8 gol
- Donna Shimmin

7 gol
- Hannah Salmén
- Jodie Botterill

6 gol
- Mathilda Mörn
- Camilla Ronström
- Eleanor Gawne

5 gol
- Ing-Marie Holmberg
- Sarah Engblom

4 gol
- Rebecca Björkvall

3 gol
- Sinead Macleod
- Jenna Isabelle Marina Stewart
- Marion Nilsson
- Sahra Karlsson
- Pilunnguaq Magnussen
- Pilunnguaq Chemnitz
- Donna Harrison
- Gillian Christian
- Jade Burden
- Annica Sjölund
- Daniela Haglund
- Emma Liljegren

2 gol
- Laura Johnson
- Ejla Lillro
- Amanda Nilsson
- Karoline Malakiassen
- Rochelle Vaudin
- Kym Hicklin
- Susan Cullen
- Lauren Crews
- Maryette Karring
- Evelina Kohvakka

1 gol
- Marina Macdonald
- Jane Nicolson
- Linnéa Hansson
- Helena Adman
- Emelie Edwardsson
- Helena Liljeström
- Manumina Reimer
- Arnaq Bourup Egede
- Lisa Sylvester
- Synnøve Mjør Wingan
- Kirsti Sandstad
- Sara Baglo Lund
- Sarah O'Reilly
- Sarah Breen
- Rebecca Cole
- Kim Masterton
- Sophie Jackson
- Sarah Wright
- Emma Webb
- Danielle Merryfield
- Lara Couvert
- Jodie Botterill
- Louise Van der Vliet
- Kirsten Du Heaume
- Kerry Sauvage
- Marianna Laht
- Anneli Õige
- Liisi Salong

Autogol
- Margaret Murphy
- Leanne Bell